# لودفيغ شنايدر
لودفيغ شنايدر (بالألمانية: Ludwig Karl Eduard Schneider)‏ (و. 1809 – 1889 م) هو عالم نبات، من ألمانيا، توفي في شونبك، عن عمر يناهز 80 عاماً.

## مناصب
تولى منصب member of the Prussian Second Chamber ‏، وعضو مجلس النواب البروسي.